# Köbös prímek
A matematika, azon belül a számelmélet területén egy köbös prím (cuban prime) olyan prímszám, ami a két következő, x és y természetes számok köbre emelését tartalmazó diofantoszi egyenlet egyikének megoldását adja. Az első ilyen egyenlet:
{\displaystyle p={\frac {x^{3}-y^{3}}{x-y}},\ x=y+1,\ y>0}
és az ebből levezethető első néhány köbös prím:
7, 19, 37, 61, 127, 271, 331, 397, 547, 631, 919, 1657, 1801, 1951, 2269, 2437, 2791, 3169, 3571, 4219, 4447, 5167, 5419, 6211, 7057, 7351, 8269, 9241, ... (A002407 sorozat az OEIS-ben)
Az így előállítható köbös prímek felírhatók így is: {\displaystyle {\tfrac {(y+1)^{3}-y^{3}}{y+1-y}}}, aminek egyszerűbb alakja {\displaystyle 3y^{2}+3y+1}. Ez pontosan a középpontos hatszögszámok általános alakja; tehát az összes ilyen köbös prím középpontos hatszögszám.
2006-ban a legnagyobb ilyen prímszám 65537 jegyű volt, ahol az {\displaystyle y=100000845^{4096}}. Ezt a számot Jens Kruse Andersen találta meg.
A második ilyen egyenlet::
{\displaystyle p={\frac {x^{3}-y^{3}}{x-y}},\ x=y+2,\ y>0.}
Ami egyszerűsíthető {\displaystyle 3y^{2}+6y+4} alakra. Ha {\displaystyle y=n-1}-et helyettesítjük, felírható egyszerűbben, mint {\displaystyle 3n^{2}+1,\ n>1}.
Az első néhány ilyen köbös prím (A002648 sorozat az OEIS-ben):
13, 109, 193, 433, 769, 1201, 1453, 2029, 3469, 3889, 4801, 10093, 12289, 13873, 18253, 20173, 21169, 22189, 28813, 37633, 43201, 47629, 60493, 63949, 65713, 69313

## Általánosítás
Egy általánosított köbös prím a következő formában felírható bármely prímszám:
{\displaystyle p={\frac {x^{3}-y^{3}}{x-y}},x>y>0.}
Valójában ez az összes 3k+1 alakú prímet jelenti.